# Welt-ABC
Das Welt-ABC ist ein freinet-pädagogisches Internetprojekt an der Volksschule Ortnergasse in Wien für Migrantenkinder, mit dem sie die deutsche Sprache lernen. Die Website hat 2007 den österreichischen Multimedia Staatspreis und den Europrix Top Talent Award 2007 gewonnen. Die Seite wurde von dem Freinet-Pädagogen Christian Schreger entwickelt und ermöglicht Kindern ihre eigenen Zugänge zur deutschen Sprache zu finden.
Das Projekt ist aus der Arbeit mit Migrantenklasse an der Storchengrundschule in der Ortnergasse in Wien entstanden. Deutsche Begriffe (Vokabeln, z. B. Blume) werden nicht in herkömmlicher Weise 'gepaukt', sondern auf vielfältige Weise mit Bildern, Audios zur Aussprache der Begriffe, Verben, Adjektiven, Nomen und Erläuterungen auf einer datenbankgestützten Webseite von den Kindern selbst zusammengestellt. Alle Beiträge kommen ausschließlich von den Kindern und folgen keinem didaktischen Konzept. Ch. Schreger folgt vielmehr dem Wahlspruch des Reformpädagogen Célestin Freinet: „Den Kindern das Wort geben.“ Die deutsche Sprache wird nicht nur durch die Begriffe und ihre Verknüpfung gelernt, sondern auch in den Diskussionen der Kinder in deutscher Sprache darüber, welche Worte und Bilder für die Webseite ausgewählt werden. Durch die Verknüpfung mit den Fotos zu jedem Begriff, die die Kinder selbst aufnehmen, wird die Lebenswelt der Kinder zum Ausgangspunkt des Lernens.
Der Unterricht der Kinder ist konsequent am Lernen der einzelnen Kinder ausgerichtet. Das Projekt verknüpft die Prinzipien der Freinet-Pädagogik mit neurologischen Befunden in Bezug auf Lernen, mit radikal-konstruktivistischen Perspektiven und einer mathetischen Sichtweise.